# Fabiola (namn)

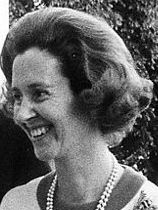
Drottning Fabiola av Belgien

Fabiola är en diminutivform av Fabiana. Det är ett latinskt namn som är bildat av det romerska släktnamnet Fabius som betyder en som kommer från staden Fabiae. En annan tolkning är att namnet är bildat av ordet faba som betyder böna.
Den 31 december 2014 fanns det totalt 263 kvinnor folkbokförda i Sverige med namnet Fabiola, varav 140 bar det som tilltalsnamn.
Namnsdag: saknas

## Personer med namnet Fabiola
- Fabiola av Belgien, belgisk drottning
- Fabiola Gianotti, italiensk fysiker